# Calvariekapel (Plaat)

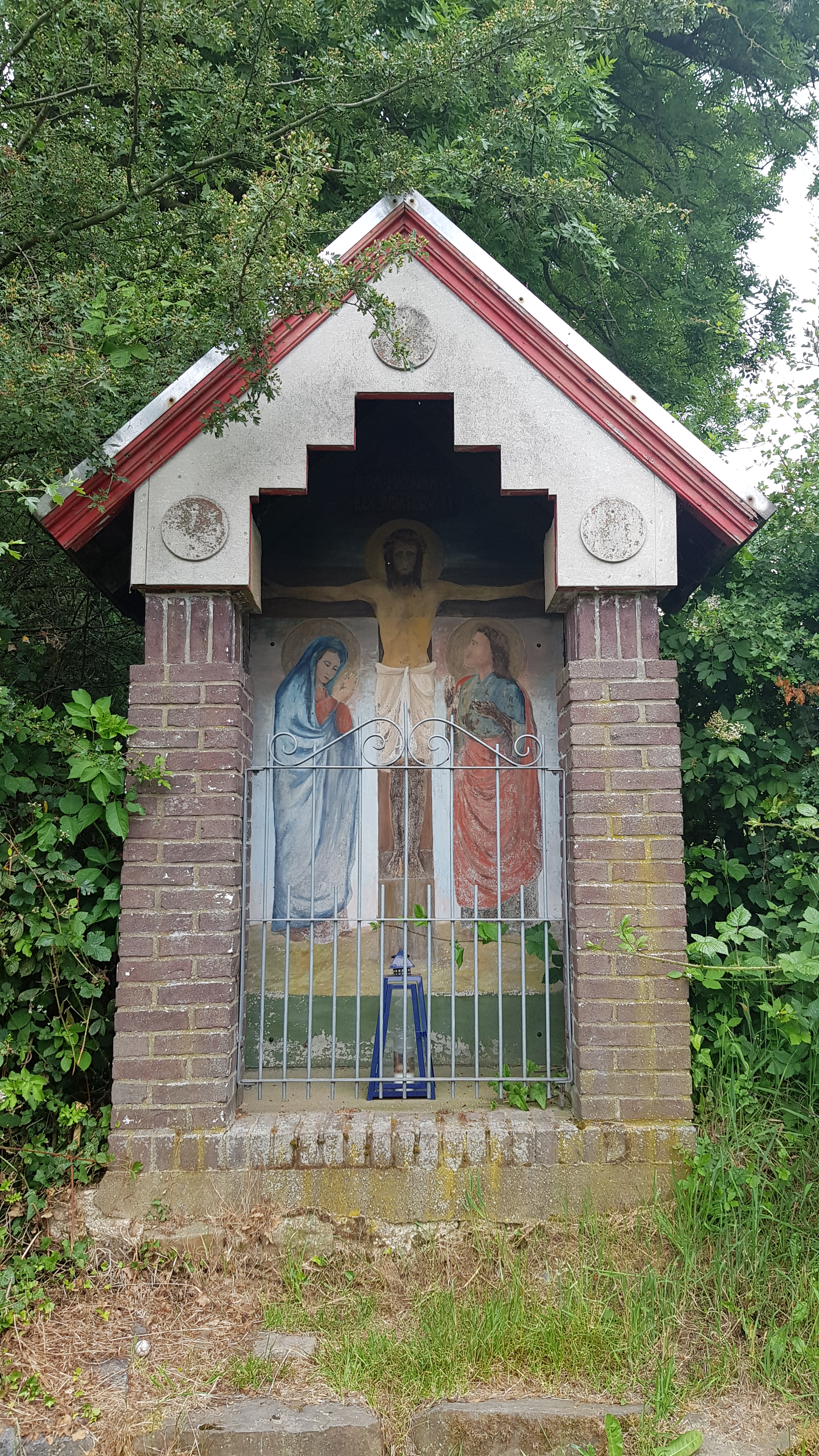
De Calvariekapel

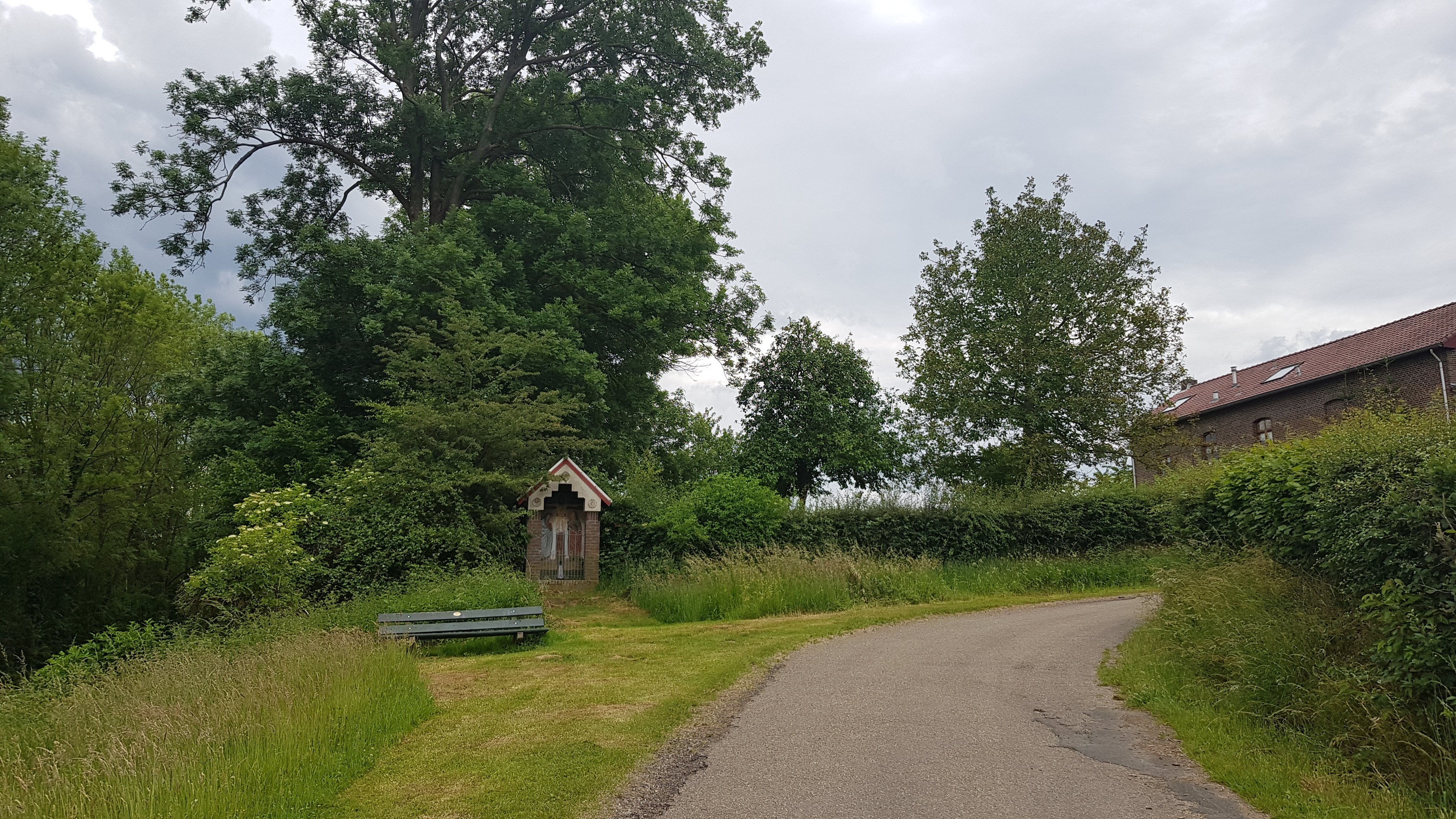
De kapel in het landschap

De Calvariekapel is een wegkapel in Plaat ten zuiden van Epen in de Nederlands Zuid-Limburgse gemeente Gulpen-Wittem. De kapel staat op het noordelijk uiteinde van een lage heuvelrug waarop Kuttingen gelegen is en die de scheiding vormt tussen het dal van de Terzieterbeek en het Geuldal. Op ongeveer 100 meter naar het westen stroomt de Terzieterbeek, op ongeveer 50 meter naar het oosten stroomt de Geul en op ongeveer 200 meter naar het noorden mondt de eerstgenoemde beek bij de Volmolen uit in de ander. De kapel zelf staat aan de Smidsberg (die de heuvelrug verder op loopt) vlak bij de kruising van deze weg met de Plaatweg.

## Geschiedenis
De Calvariekapel is de oudste kapel van Epen. In 2020 kreeg de kapel een opknapbeurt.

## Bouwwerk
De kleine open kapel is opgetrokken in baksteen en wordt gedekt door een zadeldak. Aan de voorzijde en beide zijkanten is de kapel open en wordt het afgesloten met een smeedijzeren hek. De hele achterwand van de kapel is beschilderd met een calvarie en toont Jezus aan het kruis die wordt geflankeerd door Maria en Johannes.
In het bovenste deel van de schildering is een tekst aangebracht:

JESUS NAZARENVS
REX JVDAEORVM!(Jezus van Nazareth, Koning der Joden)